# Spinds kommun
Spinds kommun (norska: Spind kommune) var en kommun i Vest-Agder fylke i södra Norge. Kommunen omfattade den östra delen av nuvarande Farsunds kommun (området öster om staden Farsund). Byn Rødland utgjorde kommunens centralort.

## Administrativ historik
Spinds kommun upprättades den 17 oktober 1893 genom utbrytning ur Herads kommun. Kommunen hade 1 410 invånare vid upprättandet.
Den 1 juli 1916 överfördes ett bebott område (med fyra invånare) från Austads kommun till Spinds kommun.
Den 1 januari 1965 gick Spinds kommun, tillsammans med kommunerna Herad och Lista, upp i Farsunds kommun. Kommunens hade då 606 invånare.